# パナソニック健康保険組合立松下看護専門学校
パナソニック健康保険組合立松下看護専門学校（パナソニックけんこうほけんくみあいりつまつしたかんごせんもんがっこう）は、大阪府守口市にある専修学校である。旧名称は松下健康保険組合立松下看護専門学校。募集人員は約40人。

## 沿革
- 1973年 松下高等看護学院（定時制）として開校
- 1978年 全日制に転換
- 1984年 3年制課程となる
- 2008年10月 松下電器産業がパナソニックに社名変更したのに合わせて、パナソニック健康保険組合立松下看護専門学校に名称変更

## 所在地
- 〒570-0072 大阪府守口市早苗町7-10
- 最寄り駅は、京阪土居駅

## 関連施設
- 松下記念病院